# Орден дипломатического пацифизма Святого Саввы
Рыцарь Ордена дипломатического пацифизма Святого Саввы (серб. Витез светосавског пацифизма, Vitez svetosavskog pacifizma) — форма рыцарского звания, присуждаемая Министерством иностранных дел Республики Сербия за гуманитарную деятельность.
Женщины, получившие награду, могут использовать почётный префикс «Дама», а мужчины — «сэр».

## Награждённые
- Роксана Илинчич[англ.], 29 мая 2018[2]
- Лилиана Маркович, 29 мая 2018[2]
- Марина Арсениевич[англ.], 29 мая 2018[2]
- Арно Гуйон[англ.], 29 мая 2018[2]
- Мила Малроуни[англ.], 29 мая 2018[2]
- Ребекка Макдональд[англ.], 29 мая 2018[2]
- Гидеон Граф, 29 мая 2018[2]
- Елена Бухац Радойчич, 29 мая 2018[2]
- Гойко Рончевич-Мраович, 29 мая 2018[2]
- Смиля Тишма[англ.], 29 мая 2018[2]
- Ивана Лучич, 29 мая 2018[2]
- Слободанка Гркович, 29 мая 2018[2]
- Рози Стивенсон-Гуднайт, 29 мая 2018[2]
- Дарко Танаскович[англ.], 29 мая 2018[2]